# Glen Nevis
Das Glen Nevis (gälisch Gleann Nibheis) ist ein Tal (glen) in den schottischen Highlands. Es liegt in der Council Area Highland südöstlich von Fort William am Fuße des Ben Nevis. Es wird vom River Nevis durchflossen, der bei Fort William in die Meeresbucht Loch Linnhe mündet. Das Glen Nevis ist ein beliebtes Wandergebiet für Touristen. Ausgangspunkt für Besuche ist Fort William.
Das Glen Nevis gliedert sich in zwei größere Abschnitte, die durch eine enge Schlucht getrennt sind. Der untere Abschnitt verläuft auf etwa 10 km Länge westlich und südlich des Ben Nevis. In diesem Abschnitt liegen unter anderem die Jugendherberge von Fort William und das von der Council Area eingerichtete Glen Nevis Visitor Centre. Bis zum Ende dieses Talabschnitts verläuft eine schmale Single track road. Das Tal verengt sich dann zur River Nevis Gorge, der River Nevis hat sich hier tief in die Felsen eingegraben.

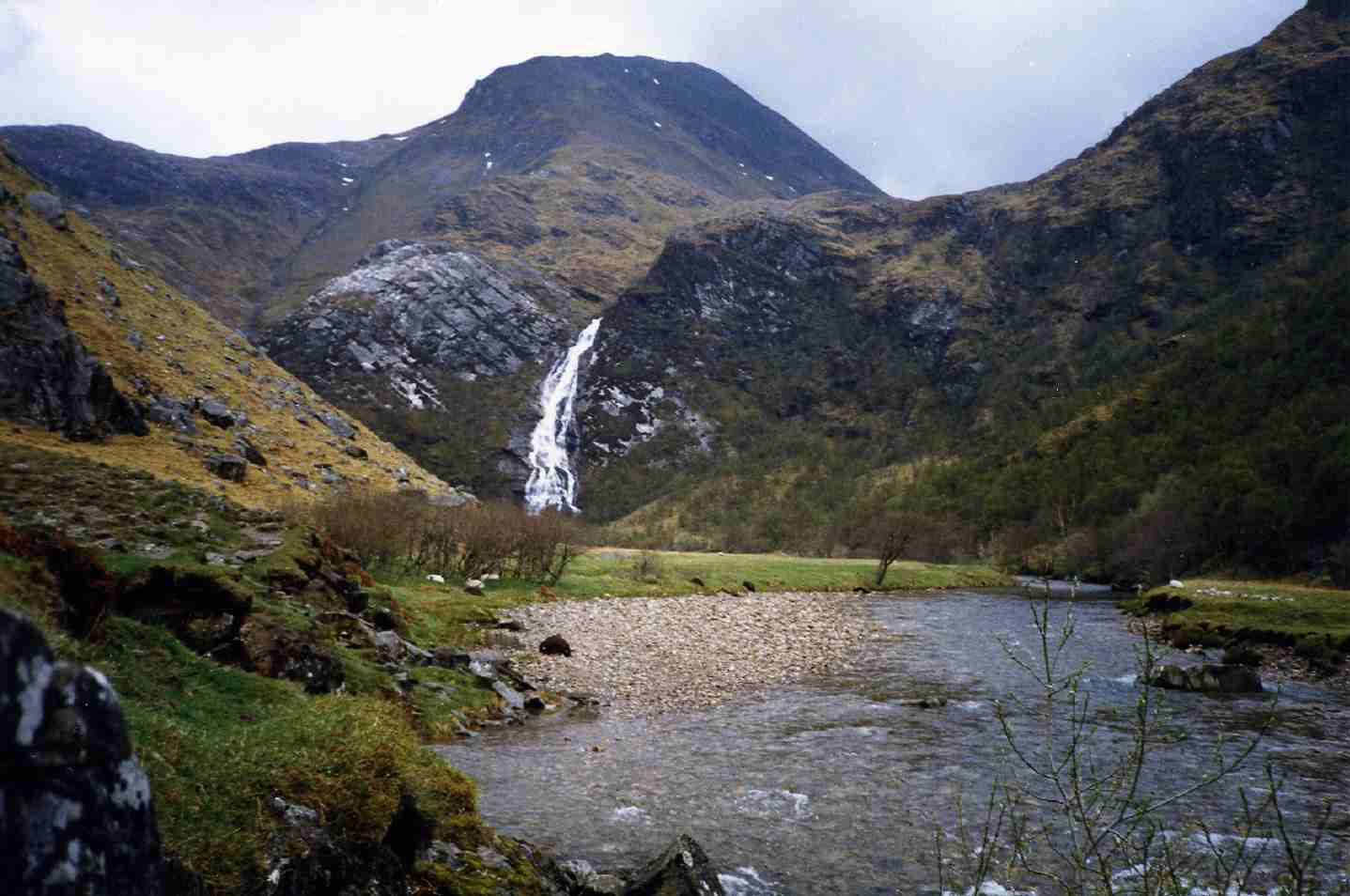
Glen Nevis mit Steall Falls

Der obere Talabschnitt wird nördlich von den Ausläufern des Ben Nevis und weiteren Bergen wie dem Aonach Mòr begrenzt. Südlich liegt die ebenfalls über 1000 Meter Höhe erreichende Bergkette der Mamores, deren höchster Gipfel der 1132 Meter hohe Binnein Mòr ist. Das Glen Nevis weitet sich dann allmählich in Richtung Rannoch Moor auf und wird zunehmend flacher. Im Rannoch Moor liegt auch der Ursprung des im oberen Talabschnitt als Water of Nevis bezeichneten River Nevis. Über einen Wanderweg quer über das Moor ist Corrour Station an der West Highland Line zu erreichen, der höchstgelegene und einsamste Bahnhof Großbritanniens. Das Tal weist einige Wasserfälle auf, darunter mit den Kaskaden der Steall Falls den zweithöchsten Wasserfall Schottlands.
Während das Tal im Mündungsbereich des River Nevis zum Siedlungsbereich von Fort William gehört und dicht bebaut ist, finden sich im unteren Talabschnitt nur einzelne kleine Siedlungen wie etwa Achriabhach. Der obere Teilbereich ist nicht mehr bewohnt, in der Nähe der Steall Falls sind Reste von im Zuge der Highland Clearances aufgelösten Siedlungen zu sehen. 
Aufgrund seiner landschaftlichen Schönheit ist das Tal ein beliebtes Ausflugs- und Wanderziel. Es wurde daher auch wiederholt als Drehort für Filme genutzt, so für einige Harry-Potter-Filme sowie für die Filme Highlander – Es kann nur einen geben, Highlander III – Die Legende, Braveheart und Rob Roy.